# Свети Антоний (Жервохор)
„Свети Антоний“ (на гръцки: Ιερός Ναός Αγίου Αντωνίου) е православна църква в сярското село Жервохор (Зервохори), Егейска Македония, Гърция, енорийски храм на Сярската и Нигритска епархия на Вселенската патриаршия.

## История
Църквата е построена в южния край на селото в 1983 година. В архитектурно отношение представлява трикорабна куполна базилика, която на изток завършва с три конхи. В 1986 година започва изписването на храма.